# Conepatus
Conepatus Gray, 1837 è un genere della famiglia dei Mefitidi. Comprende le quattro specie note comunemente come skunk dal naso di porco, tutte originarie delle Americhe e caratterizzate da colorazione bianca su dorso e coda e nera sulle regioni inferiori.

## Tassonomia
Il genere Conepatus comprende quattro specie:
- Conepatus chinga (Molina, 1782) - skunk delle Ande;
- Conepatus humboldtii Gray, 1837 - skunk della Patagonia;
- Conepatus leuconotus (Lichtenstein, 1832) - skunk dal naso di porco;
- Conepatus semistriatus (Boddaert, 1785) - skunk delle Amazzoni.

Fino a non molto tempo fa gli studiosi erano soliti suddividere C. leuconotus in due specie, diverse per colorazione: C. mesoleucus, noto comunemente come skunk dal naso di porco occidentale, e C. leuconotus, o skunk dal naso di porco orientale, presente nel Texas meridionale e nello Stato messicano di Veracruz; studi più recenti, tuttavia, hanno dimostrato che entrambi i taxa appartengono a una stessa specie, che ha ricevuto il nome di C. leuconotus per diritto di priorità tassonomica.

## Descrizione

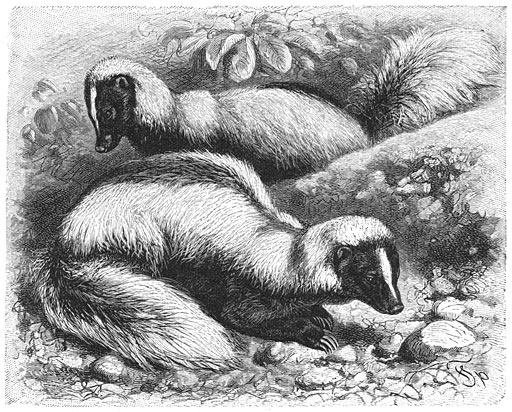
Conepatus humboldtii.

Le varie specie di skunk dal naso di porco hanno dimensioni variabili, ma tra essi vi sono i rappresentanti più grandi della famiglia dei Mefitidi. Sono tutti caratterizzati da un manto piuttosto breve, in particolar modo sulla coda, che non è folta e cespugliosa come quella delle altre moffette. Il naso si prolunga in un caratteristico «muso», glabro all'estremità e ai lati, che molto probabilmente viene utilizzato per rovistare nel terreno alla stessa maniera di quello dei maiali. Le zampe anteriori sono munite di artigli lunghi e robusti, impiegati per dissotterrare gli insetti dei quali questi animali si nutrono. Inoltre, la muscolatura delle zampe anteriori e delle spalle è molto sviluppata, come quella del tasso; questa caratteristica fa di questi animali dei provetti scavatori. Per questo motivo, in alcuni luoghi questi animali vengono chiamati Badger Skunk, cioè «moffette-tasso». L'estensione della striscia bianca sul dorso e la colorazione della coda era alla base della presunta suddivisione tra C. mesoleucus e C. leuconotus. Gli esemplari orientali, infatti, hanno una striscia dorsale sottile e una chiazza nera sotto la base della coda, mentre quelli occidentali hanno una striscia dorsale larga e la coda interamente bianca. Il manto degli skunk dal naso di porco è ruvido e rigido e non è affatto richiesto in pelletteria come quello dei loro cugini più settentrionali. Questi animali hanno abitudini notturne.
Gli esemplari orientali di skunk dal naso di porco (i C. leuconotus ante-litteram) hanno dimensioni generalmente maggiori di quelli occidentali (i «C. mesoleucus»). Le femmine degli esemplari orientali misurano 58–74 cm di lunghezza, sono alte al garrese 19–34 cm e pesano 2–4 kg, e i maschi sono lunghi 56–92 cm, sono alti 22–41 cm e pesano 3-4,5 kg. Gli esemplari occidentali, invece, misurano 40–84 cm, sono alti 13–35 cm e pesano 1,1-2,7 kg; i maschi, tuttavia, sono molto più grandi delle femmine e in alcuni casi possono raggiungere i 4,5 kg. I «C. mesoleucus», inoltre, hanno denti più piccoli dei «C. leuconotus».

## Biologia
Nelle zone dove le specie di Conepatus condividono l'areale con quelle del genere Mephitis, entrambi i generi vivono negli stessi habitat. Gli skunk dal naso di porco si incontrano lungo i corsi d'acqua, dove la vegetazione è rigogliosa e vi è maggiore abbondanza di cibo, o nei canyon e sulle pendici dei monti.
Per proteggersi, gli skunk dal naso di porco si costruiscono la tana da soli, generalmente su un argine, sotto una roccia o tra le radici di un albero, ma non esitano a prendere possesso delle tane abbandonate da altri animali o di cavità naturali tra le rocce. Avendo abitudini rigorosamente notturne, vengono avvistati meno frequentemente delle moffette del genere Mephitis, perfino nelle località dove sono piuttosto numerosi. Generalmente vengono avvistati nella boscaglia e in praterie semi-aperte. Tuttavia, popolano anche terreni rocciosi, i letti di fiumi in secca delle aree semi-desertiche e le praterie di mesquite.
Dal momento che negli ultimi anni il numero di avvistamenti di skunk dal naso di porco si è andato rarefacendo, gli studiosi temono che questa specie sia in diminuzione.
Sebbene anche le specie dei generi Spilogale e Mephitis si nutrano soprattutto di insetti, i Conepatus hanno una dieta ancor più insettivora. Infatti, con il loro naso glabro, frugano costantemente sul terreno alla ricerca di Coleotteri e larve di ogni sorta.

## Distribuzione e habitat
Lo skunk delle Ande (C. chinga) è presente in Argentina settentrionale, Bolivia, Brasile meridionale, Cile, Perù e Uruguay. Lo skunk della Patagonia (C. humboldtii) trova il proprio habitat ideale nelle aperte distese erbose della Patagonia (Cile e Argentina). Lo skunk dal naso di porco (C. leuconotus), la specie più diffusa, è presente in una vasta area compresa tra le regioni meridionali della Costa del Golfo degli Stati Uniti d'America e il Nicaragua, attraverso Messico, Guatemala e Honduras. Lo skunk delle Amazzoni (C. semistriatus) occupa un areale discontinuo comprendente Messico (Veracruz, Tabasco e Yucatán), Belize, Guatemala, Honduras, Nicaragua, Brasile e Perù.